# Henry Johnson (jazzmuzikant)
Henry Johnson (Chicago, 28 januari 1954) is een Amerikaanse jazz- en rhythm-and-bluesgitarist.

## Biografie
Johnson groeide op in Chicago en Memphis en begon op 12-jarige leeftijd met het gitaarspel. Nadat hij eerst gospelmuziek had gespeeld, koos hij in 1969 voor de soulmuziek en speelde hij met Isaac Hayes. Tijdens de komende jaren verwierf hij erkenning in het circuit op de South Side van Chicago. Er volgden tournees met Jack McDuff (1976) en Donny Hathaway (1977). Hij werkte ook met Sonny Stitt, Shirley Scott, Hank Crawford en Richard 'Groove' Holmes. In 1979 werd hij lid van de band van Ramsey Lewis, waar hij bleef tot 1983. Joe Williams, met wie hij al eerder had gespeeld, haalde hem in 1985 bij zijn band. In 1983 had hij zijn eerste hit Johnsonation (echter plaatselijk begrensd). Zijn eerste album volgde pas in 1986. Zijn volgende album You're the One (1987) werd genomineerd voor een Grammy Award. Verdere eigen platen toonden hem in de invloedssfeer tussen jazz en rhythm-and-blues en plaatsten zich deels aan de top van de hitlijsten.
Bovendien werkte Johnson vaak met Stanley Turrentine, Jimmy Smith, Nancy Wilson, Marlena Shaw, Angela Bofill, Grover Washington jr., Dizzy Gillespie, Billy Taylor, Freddie Hubbard en Richie Cole. Verder was hij te horen met de Boston Pops, James Moody, David Fathead Newman, Terry Gibbs, Bobby Watson, Nicholas Payton, Javon Jackson, Vanessa Rubin en Donald Harrison.

## Discografie
- 1987: You're the One
- 1988: Future Excursions
- 1990: Never Too Much
- 1999: An Evening at Sea
- 2003: Organic (met Nancy Wilson)